# Niswa Ahmed
Pour les articles homonymes, voir Ahmed.
Niswa Ahmed, née le 9 août 2001, est une karatéka française.

## Carrière
Championne du monde espoirs en 2019, elle est médaillée de bronze en kumite dans la catégorie des moins de 50 kg en senior aux championnats d'Europe 2022 à Gaziantep. Niswa termine sa saison sur une dernière compétition internationale en espoir et obtient la médaille d'or aux Championnats d'Europe espoirs 2022 à Prague.